# Gravataí
Gravataí egy község (município) Brazília Rio Grande do Sul államában, Porto Alegre metropolisz-övezetében (Região Metropolitana de Porto Alegre, RMPA). Népességét 2021-ben 285 564 főre becsülték, ezzel az állam ötödik legnépesebb községe volt.

## Története
A környék földjeit a 18. század első felében osztották ki királyi földadományokként (sesmarias). Első telepesként Antônio de Souza Fernandot említik. 1763-ban falut alapítottak Nossa Senhora dos Anjos néven, ahova José Marcelino de Figueiredo guaranikat telepített le, akiknek többsége az uruguayi missziókból menekült el. A lakosok főként mezőgazdasággal foglalkoztak (búzatermesztés, szarvasmarha-tenyésztés). Figueiredo kormányzó középületeket építtetett, iskolát és mezőgazdasági inasképzőt nyitott, fazekasműhelyt alapított; a szegénységben élő indiánok megsegítésére, taníttatására a Rio de Janeiro-i tanácstól is támogatást kért, de elutasították. 1774-ben kápolna épült (temploma csak 1855-ben készült el). 1779-ben Nossa Senhora dos Anjosnak 2563 lakosa volt, azonban Figueiredo távozása után a falu hanyatlani kezdett, lakosságának felét néhány év alatt elvesztette. 1795-ben megalakult plébániája (korábban Viamãotól függött), és Porto Alegre kerületévé nyilvánították.
1880-ban független községgé alakult Nossa Senhora dos Anjos de Gravataí néven (Gravataí a községet délről határoló folyó neve, amely a Guaíba-tóba ömlik). 1903-ban telefonszolgáltatás létesült. Az állam fővárosához való közelsége miatt nagy léptekkel fejlődött és fontos gazdasági központ szerepét töltötte be. Az 1930-as években villamosították a települést, lekövezték az utcákat, új városközpontot építettek. A 20. század közepéig fő jövedelme a manióka termesztéséből származott, majd megjelent az ipar: ipari park létesült, ahol a General Motors is gyárat nyitott.

## Leírása
Székhelye Gravataí, további kerületei Barro Vermelho, Ipiranga, Itacolomi, Morungava. A község jó vízrajzi rendszerrel rendelkezik, termékeny földjei alkalmasak a mezőgazdaságra. A 21. században gazdasága az iparra és a szolgáltatásokra összpontosul; a község lakosainak 96%-a városon lakik.

## Híres szülöttei
- Joaquim Antônio de Alencastre alezredes, aki az argentin–brazil háborúban (1825–1828) harcolt[3]
- Feliciano José Rodrigues de Araújo Prates, akit 1852-ben Rio Grande do Sul első püspökének választottak[3]
- André Machado De Moraes Sarmento tanácsos, Porto Alegre polgármestere 1869 és 1871 között[3]